# Johnny Parsons
Johnny Parsons (ur. 26 sierpnia 1944 roku w Los Angeles) – amerykański kierowca wyścigowy.

## Kariera
Parsons rozpoczął karierę w międzynarodowych wyścigach samochodowych w 1969 roku od startów w USAC National Championship. Z dorobkiem sześćdziesięciu punktów został sklasyfikowany na 49 pozycji w końcowej klasyfikacji kierowców. W późniejszym okresie Amerykanin pojawiał się także w stawce USAC National Midget Series, USAC National Sprint Car Series, USAC National Silver Crown, SCCA Citicorp Can-Am Challenge, SCCA Molson Diamond Citicorp Can-Am Challenge Can-Am Challenge, USAC Mini-Indy Series, CART Indy Car World Series, Indianapolis 500, USAC Gold Crown Championship, Annual Belleville Midget Nationals, USAC Coors Light Silver Bullet Series, Annual Chili Bowl Midget Nationals oraz Indy Racing League.
W CART Indy Car World Series Parsons startował w latach 1979-1989, 1992-1995. Najlepszy wynik Amerykanin osiągnął w 1982 roku, kiedy uzbierane 41 punktów dało mu osiemnaste miejsce w klasyfikacji generalnej.